# Corinna plumipes
Corinna plumipes is een spinnensoort uit de familie van de loopspinnen (Corinnidae).
De wetenschappelijke naam van de soort werd in 1880 als Hypsinotus plumipes gepubliceerd door Philip Bertkau.